# Txiki Begiristain
Aitor "Txiki" Begiristain Mugika (* 12. srpen 1964) je bývalý španělský fotbalista.

## Reprezentace
Txiki Begiristain odehrál za španělský národní tým v letech 1988–1994 celkem 22 reprezentačních utkání a vstřelil v nich 6 gólů. Se španělskou reprezentací se zúčastnil Mistrovství světa 1994.

## Statistiky
| Španělsko | Španělsko | Španělsko |
| Roky      | Záp.      | Góly      |
| --------- | --------- | --------- |
| 1988      | 6         | 0         |
| 1989      | 2         | 1         |
| 1990      | 1         | 0         |
| 1991      | 1         | 0         |
| 1992      | 3         | 3         |
| 1993      | 4         | 1         |
| 1994      | 5         | 1         |
| Celkem    | 22        | 6         |